# Distrito electoral local 9 de Hidalgo
El Distrito electoral local 9 de Hidalgo es uno de los dieciocho distritos electorales Locales del estado de Hidalgo para la elección de diputados locales. Su cabecera es la ciudad de Metepec.

## Historia

### Metepec como cabecera distrital
El poblado de Metepec nunca había sido cabecera distrital hasta el 3 de septiembre de 2015 cuando el Consejo General del Instituto Nacional Electoral (INE) aprobó los distritos electorales uninominales locales y sus respectivas cabeceras distritales de Hidalgo, que entraron en vigor para las elecciones estatales de Hidalgo en 2016. En el año 2023, se aprobó una nueva demarcación territorial, quedando Metepec como cabecera distrital.

## Demarcación territorial
Este distrito está integrado por un total de ocho municipios, que son los siguientes:
- Acatlán, integrado por 12 secciones electorales.
- Acaxochitlán, integrado por 21 secciones electorales.
- Agua Blanca de Iturbide, integrado por 12 secciones electorales.
- Huasca de Ocampo, integrado por 19 secciones electorales.
- Huehuetla, integrado por 16 secciones electorales.
- Metepec, integrado por 9 secciones electorales.
- San Bartolo Tutotepec, integrado por 17 secciones electorales.
- Tenango de Doria, integrado por 14 secciones electorales.

## Diputados por el distrito
- LXIII Legislatura
  - Marcelino Carbajal Oliver, PANAL (2016-2018).[9][10]
- LXIV Legislatura
  - José Luis Muñoz Soto, MORENA (2018-2021).[11][12]
  - José Romero Felipe, MORENA (2021).[13][14]
- LXV Legislatura
  - Miguel Ángel Martínez Gómez, PRD (2021-2024).[15]